# Petrovice (Vysočina)
Petrovice é uma comuna checa localizada na região de Vysočina, distrito de Třebíč.